# Lucy Hawking
Lucy Hawking (2 november 1970) is een Engels journalist en schrijfster.
Ze is de dochter van theoretisch fysicus Stephen Hawking en diens eerste vrouw Jane Wilde.
Samen met haar vader schreef ze vijf kinderboeken die allemaal over het heelal gaan.
Hawking studeerde Frans en Russisch aan de Universiteit van Oxford, en werkte als journaliste voor New York, Daily Mail, The Telegraph, The Times, en de London Evening Standard.
Hawking heeft twee romans geschreven: Jaded (2004) en Run for Your Life (2005). In 2018, na haar vaders dood, was ze betrokken bij de publicatie van zijn laatste, onvoltooide boek De antwoorden op de grote vragen, waarvoor ze tevens een nawoord schreef.
Daarnaast heeft ze samen met haar vader nog vijf kinderboeken geschreven:
- George's Secret Key to the Universe (De geheime sleutel naar het heelal).
- George's Cosmic Treasure Hunt (De schat in het heelal).
- George and the Big Bang (De knal in het heelal)
- George and the Unbreakable Code (George en de onbreekbare code)
- George and the Blue Moon (niet vertaald)
- George and the Ship of Time (niet vertaal)

- Bibsys: 7056641
- Bibliothèque nationale de France: cb155772112 (data)
- CiNii: DA16019267
- Gemeinsame Normdatei: 129907383
- International Standard Name Identifier: 0000 0001 1064 9792
- Library of Congress Control Number: nr2004020930
- Nationale Bibliotheek van Letland: 000130783
- MusicBrainz: 3b6523d2-291d-43bc-a939-ee12b883da33
- Bibliotheek van het Japanse parlement: 01116701
- Nationale Bibliotheek van Tsjechië: xx0083321
- Nationale Bibliotheek van Israël: 987007296841505171
- Nationale en Universitaire bibliotheek Zagreb: 000487247
- Nederlandse Thesaurus van Auteursnamen: 256157359
- Réseau des bibliothèques de Suisse occidentale: 02-A013626555
- Système universitaire de documentation: 121408655
- Virtual International Authority File: 59403479
- WorldCat: E39PBJycJjdFQDrHxyjc88dG73